# Kovács Emil
Kovács Emil, született Klein (Arad, 1885. július 12. – Budapest, 1950. január 27.) magyar producer.

## Élete
Klein Ödön és Bilitz Eszter gyermekeként született. Kereskedelmi szakérettségi után magántisztviselőként dolgozott. 1912-ben került a filmszakmába mint a Gaumont cég budapesti fiókjának vezetője. 1914-ben a bécsi Philipp és Pressburger filmvállalat budapesti képviseletének, majd az ebből alakult Radius Filmgyár és Filmforgalmi Rt. igazgatója lett. 1926-ban távozott a Radius éléről. 
1927-ben átvette a Metro-Goldwyn-Mayer budapesti vezérképviseletének irányítását, s ennek 1929-ig volt ügyvezető igazgatója. 1919 és 1925 között a Filmszállítási RT. alelnöke és 1924-1925-ben Magyar-Osztrák Filmipari RT. igazgatósági tagja volt. 1923 és 1929 között a Szakmaközi Döntőbíróság egyik helyettes elnöke volt. 
1919 és 1939 között az Országos Magyar Mozgóképipari Egyesület társelnöke, majd választmányi tagja. 1922 és 1935 között a Magyar Filmclub igazgatósági tagja, majd egyik alelnöke volt. 1937-től 1939-ig tagja volt a Magyar Filmgyártók Egyesületének. 1931-ben Déri Jánossal megalapította saját filmvállalatát „Kovács Emil és Társa” néven.
Felesége Heller Vilma (1884–1935) volt, akivel 1910. október 9-én Budapesten kötött házasságot.

## Filmjei
- Hyppolit, a lakáj (1931, Albert Samekkel)
- Egy éj Velencében (1934)
- Forog az idegen (1936)
- Szomorú csütörtök, vidám vasárnap (1936)
- Zivatar Kemenespusztán (1936)[7]